# The Lunchbox
The Lunchbox är en indisk långfilm från 2013 i regi av Ritesh Batra. Filmen var Batras långfilmsdebut. Idén till filmen fick han när han samlade in material till en tilltänkt dokumentärfilm om Bombays matlådesystem, dabbawala.

## Handling
I Bombays storstadsmyller leder en förväxlad matlåda till att den ensamma änklingen Saajan Fernandes kommer i kontakt med hemmafrun Ila. De båda börjar brevväxla genom matlådan.

## Rollista
| Irrfan Khan         | – Saajan Fernandes |
| Nimrat Kaur         | – Ila              |
| Nawazuddin Siddiqui | – Shaikh           |
| Denzil Smith        | – Herr Shroff      |
| Bharati Achrekar    | – Fru Deshpande    |
| Nakul Vaid          | – Rajiv, Ilas man  |
| Yashvi Puneet Nagar | – Yashvi           |
| Lillete Dubey       | – Ilas mamma       |